# Tim Peel
Tim Peel är en kanadensisk före detta ishockeydomare som var verksam i den nordamerikanska ishockeyligan National Hockey League (NHL) mellan 1995 och 2021. Under sin domarkarriär i NHL dömde han 1 343 grundspelsmatcher och 90 slutspelsmatcher (Stanley Cup). Peel var också verksam internationellt och var en av ishockeydomarna vid de olympiska vinterspelen 2014.
Den 23 mars 2021 dömde han och domarkollegan Kelly Sutherland en NHL-match mellan Nashville Predators och Detroit Red Wings i Bridgestone Arena i Nashville, Tennessee i USA. I andra perioden, när 4 minuter och 56 sekunder hade spelats, utdömde han en utvisning till Nashville-spelaren Viktor Arvidsson för en tripping på Detroit-spelaren Jon Merrill. Merrill hade egentligen filmat och inte hade trippats av Arvidsson. När det hade gått sju minuter och 18 sekunder av andra perioden sa Peel rakt ut att det var inte mycket till utvisning men han ville utdöma en sån tidigt mot Nashville och sa det även med en svordom inkluderat. Det snappades dock upp av en närliggande mikrofon och uttalandet kablades ut i live-TV. Det blev på direkten en kontrovers i nordamerikansk sportmedia. Dagen efter meddelade NHL att Peel hade fått sparken med omedelbar verkan. Det hade redan rapporteras om att säsongen 2020–2021 skulle vara hans sista och Peel skulle egentligen pensionera sig som ishockeydomare den 24 april.